# Zaretchensk

Zaretchensk (Зареченск) est un village de l'extrême nord-ouest de la Russie situé au sud-ouest de l'oblast de Mourmansk. Il dépend administrativement du raïon de Kandalakcha. Il a perdu son statut de commune de type rural en 1995, car sa population s'est considérablement réduite, passant de 1 504 habitants en 1970, à 1 256 habitants en 1989 et à 621 habitants en 2010. Il est situé à 124 mètres d'altitude.
Il doit son existence à la construction à partir de 1957 de la centrale hydroélectrique Iovskaïa sur la Iova au bord de laquelle il se trouve.
Zaretchensk est le centre administratif du territoire rural de Zaretchensk.

## Tourisme
Il existe un complexe touristique construit en 2005 appelé Iova avec un hôtel confortable de onze chambres doubles, sauna et restaurant et des bungalows en location.
Le village possède une petite église placée sous le vocable de saint Job, dépendant de l'éparchie de Mourmansk.